# Cayor

Die Wolof-Staaten im 19. Jahrhundert

Kajoor bzw. Cayor war ein Wolof-Staat im heutigen Senegal, der von 1549 bis 1902 existierte.

## Geschichte
1549 wurde das Reich von Kajoor mit der Schlacht von Danki unter dem Damel (König) Detie Fu Ndiogu unabhängig vom Reiche der Wolof. Es wurde der größte und mächtigste seiner Abspaltungen. Die Hauptstadt war Mboul. Im Nordwesten lag Waalo, im Osten das restliche Reich der Wolof, im Süden Baol und Sine.
Der Damel von Kajoor regierte zusätzlich über die Gegend der Lébou am Kap Verde und wurde Teignes (König) von Baol. Das Amt wurde besetzt durch einen vierköpfigen Rat aus dem Diawdine Bul, dem Erb-Häuptling der Dyambour (freie Männer), dem Tchialaw, Häuptling von Dianbagnane, dem Botale, Häuptling von Ndiop, und dem Badgie, Häuptling von Gategne. Währungen waren Kaurischnecken und Gold. 
1859 brach in Kajoor ein muslimischer Aufstand aus, der den Auftakt eines Bürgerkrieges bildete, der bis 1886 andauerte. Um 1861 vertrieben die Franzosen unter Louis Faidherbe die frühere Geej-Dynastie und ihre Anhänger und setzten als neuen König Maajooojo Faal ein, der der Kandidat der Rebellen von 1859 gewesen war. Er verpflichtete sich, an den Zielen der muslimischen Partei festzuhalten. Demba War Sall, der Anführer der königlichen Sklaven der abgesetzten Dynastie, wählte den jungen aus der Geej-Familie stammenden Muslim Laat Joor als Thronprätendenten aus und führte in seinem Namen Krieg gegen Maajoojoo. Zwischen 1861 und 1864 brachten er und die Anhänger der alten Geej-Dynastie Maajoojoo mehrere demütigende Niederlagen bei. 1864 vertrieben die Franzosen Laat Joor und seine Verbündeten aus Kajoor. Maajoojoos Herrschaft endete 1865 während einer schweren Hungersnot, und das Land glitt in die Anarchie ab. Die muslimischen Gemeindeleiter erreichten jene Form der Selbstverwaltung, die sie während des Aufstands von 1859 erstrebt hatten.
1870 brachten Anhänger der alten Geej-Dynastie zusammen mit muslimischen Aufständischen aus Saloum Laat Joor an die Macht. 1875 brachen neue Kämpfe aus, als mit Unterstützung wichtiger Segmente der muslimischen Partei in Kajoor Muslime aus dem benachbarten Jolof das Land besetzten. Laat Joor konnte ihnen mit Hilfe der Franzosen eine Niederlage bereiten, zog sich jedoch durch die Hinrichtung und Versklavung seiner Gegner die dauerhafte Feindschaft vieler Muslime zu. 1875 wurde auch Amadu Bamba ein Gegner der Monarchie. 1883 vertrieb der königliche Sklave Demba War Sall den Herrscher Laat Joor und setzte zunächst einen anderen Herrscher ein.
1886 stellte sich Demba War Sall selbst an die Spitze des Staates. Er arrangierte sich mit der französischen Kolonialherrschaft und war wachsam gegenüber Muslimen, die seine Herrschaft bedrohten. So ging er auch 1895 gegen die Murīden vor. Demba War Sall herrschte für die Franzosen über Kajoor bis zu seinem Tod im Jahre 1902.

## Herrscherliste

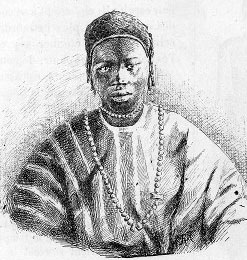
Wolof aus Cayor 1890

Namen der Damel auf Wolof:
1. Decceefu Njoogu (1549)
2. Amari ngoone Sobel
3. Maa Sàmba Tàkko
4. Ma Xurayja Koli
5. Biram Mànga
6. Daaw Demba
7. Majoor
8. Biram Yaasin Buubu
9. Décce Maram
10. Maa Faali
11. Ma Xurayja Kumba Joojo
12. Biram Penda Ciloor
13. Decce calaw
14. Lat Sukaabe
15. Maysa Sukaabe
16. Maysa Tenda
17. Maawo
18. Biram Koddu
19. Maajoor
20. Makoddu
21. Biram Faatim Penda
22. Amari Ngoone Ndeela Kumba
23. Biram Fatma Cub
24. Maysa Tenda
25. Birima
26. Makoddu
27. Majoojoo (1861–1865)
28. Lat Joor (Lat Dior, 1870–1883)
29. Sàmba Yaasin Faal (1883–1886)
30. Demba War Sall (1886–1902)

## Belege
1. ↑  Searing: "God alone is King". 2002, S. 38f.
2. ↑  Searing: "God alone is King". 2002, S. 41f.
3. ↑  Searing: "God alone is King". 2002, S. 29f.
4. ↑  Searing: "God alone is King". 2002, S. 30.